# Simca 1300

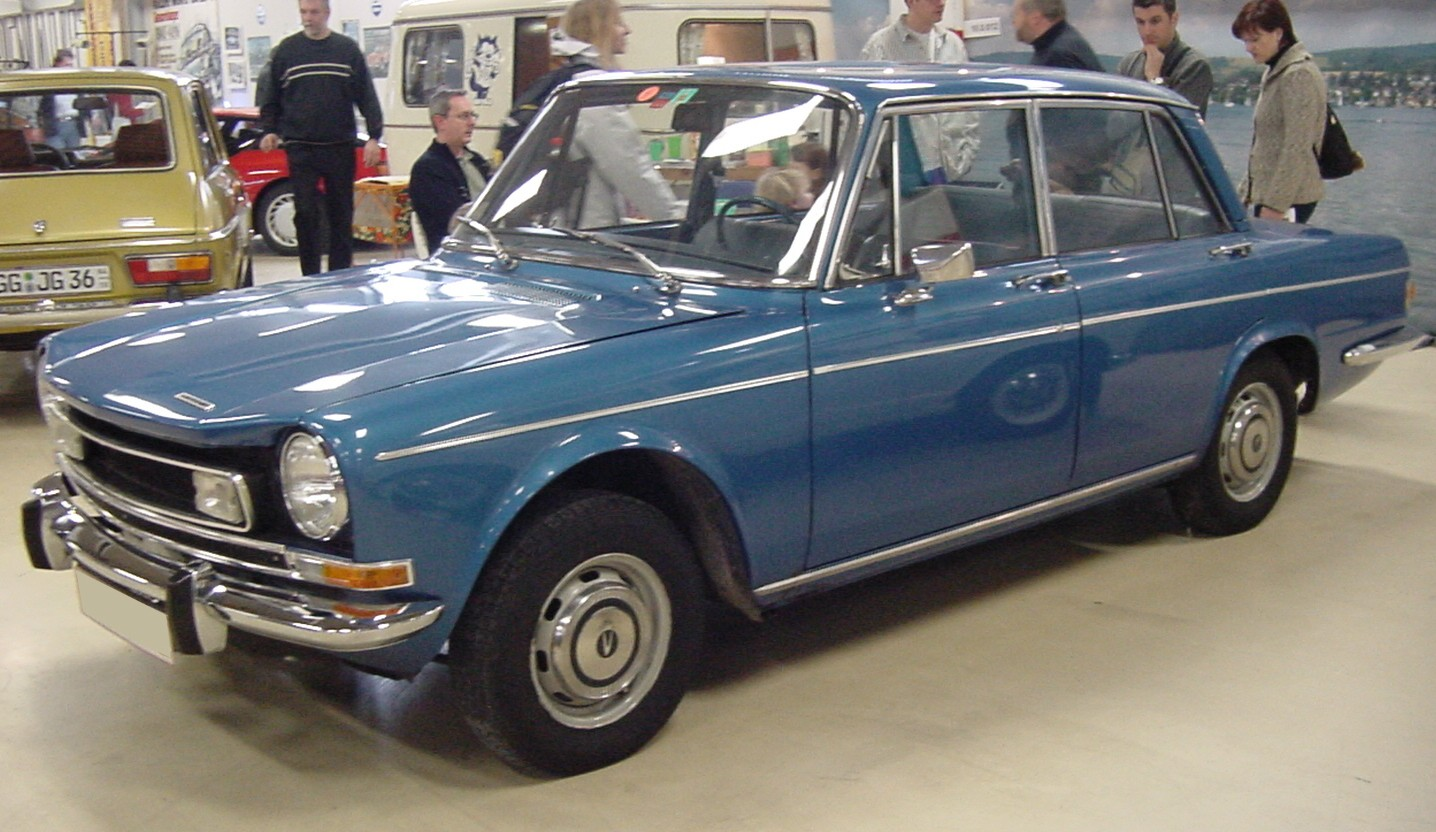
Simca 1301

Simca 1300/1500 är en personbil, tillverkad av den franska biltillverkaren Simca mellan 1963 och 1966, den uppdaterade Simca 1301/1501 fortsatte sedan tillverkas till 1976.
Simca 1300/1500/1301/1501 var under många storsäljare i Europa.

## 1300/1500
Simca 1300 och 1500 ersatte från 1963 Simca Aronde och den större Simca Ariane. Bilen tillverkades som sedan och som kombi (Break). Kombin fanns även i ett sjusitsigt Familiale-utförande, med barnsäten i bagageutrymmet. En intressant detalj hos kombin var att golvet i bagageutrymmet kunde lyftas ur och användas som camping-bord. Simca 1300 fick till att börja med nöja sig med motor från Aronde, men fick senare en förminskad version av den modernare 1500-motorn och effekten steg 10 hk.

## 1301/1501
Från 1966 ersatte de vidareutvecklade 1301/1501-modellerna. Bilen hade fått en modifierad front och sedan-modellen fick ett nytt längre bakparti med större bagageutrymme.
Chrysler Europe hade planerat att ersätta 1301/1501-serien med Chrysler-Simca 180, men sedan den modellen gjort fiasko på marknaden fortsatte tillverkningen av den äldre bilen fram tills den framhjulsdrivna Simca 1307 presenterades.

## Motor
| Modell       | Motor              | Cylindervolym | Effekt | Bränslesystem   |
| ------------ | ------------------ | ------------- | ------ | --------------- |
| 1300/1301    | 4-cyl radmotor ohv | 1290 cm³      | 60 hk  | Enkel förgasare |
| 1301 Special | 4-cyl radmotor ohv | 1290 cm³      | 70 hk  | Enkel förgasare |
| 1500/1501    | 4-cyl radmotor ohv | 1475 cm³      | 69 hk  | Enkel förgasare |
| 1501 Special | 4-cyl radmotor ohv | 1475 cm³      | 81 hk  | Enkel förgasare |